# Nederlands olympisch voetbalelftal (mannen)
Het Nederland olympisch voetbalelftal is de voetbalploeg die Nederland vertegenwoordigt op het mannentoernooi van de Olympische Spelen.

## Historie Olympische Spelen

### Olympische Spelen
| Jaar   | Ronde               | GS                  | W                   | G                   | V                   | DV                  | DT                  |
| ------ | ------------------- | ------------------- | ------------------- | ------------------- | ------------------- | ------------------- | ------------------- |
| 1908   | Derde               | 2                   | 1                   | 0                   | 1                   | 2                   | 4                   |
| 1912   | Derde               | 4                   | 2                   | 1                   | 1                   | 17                  | 8                   |
| 1920   | Derde               | 4                   | 1                   | 1                   | 2                   | 9                   | 10                  |
| 1924   | Vierde              | 5                   | 1                   | 2                   | 2                   | 11                  | 7                   |
| 1928   | 1e ronde            | 1                   | 0                   | 0                   | 1                   | 0                   | 2                   |
| 1936   | Niet deelgenomen    | Niet deelgenomen    | Niet deelgenomen    | Niet deelgenomen    | Niet deelgenomen    | Niet deelgenomen    | Niet deelgenomen    |
| 1948   | 1e ronde            | 1                   | 0                   | 0                   | 1                   | 1                   | 3                   |
| 1952   | Voorronde           | 1                   | 0                   | 0                   | 1                   | 1                   | 5                   |
| 1956   | Niet deelgenomen    | Niet deelgenomen    | Niet deelgenomen    | Niet deelgenomen    | Niet deelgenomen    | Niet deelgenomen    | Niet deelgenomen    |
| 1960   | Niet gekwalificeerd | Niet gekwalificeerd | Niet gekwalificeerd | Niet gekwalificeerd | Niet gekwalificeerd | Niet gekwalificeerd | Niet gekwalificeerd |
| 1964   | Niet gekwalificeerd | Niet gekwalificeerd | Niet gekwalificeerd | Niet gekwalificeerd | Niet gekwalificeerd | Niet gekwalificeerd | Niet gekwalificeerd |
| 1968   | Niet gekwalificeerd | Niet gekwalificeerd | Niet gekwalificeerd | Niet gekwalificeerd | Niet gekwalificeerd | Niet gekwalificeerd | Niet gekwalificeerd |
| 1972   | Niet gekwalificeerd | Niet gekwalificeerd | Niet gekwalificeerd | Niet gekwalificeerd | Niet gekwalificeerd | Niet gekwalificeerd | Niet gekwalificeerd |
| 1976   | Niet gekwalificeerd | Niet gekwalificeerd | Niet gekwalificeerd | Niet gekwalificeerd | Niet gekwalificeerd | Niet gekwalificeerd | Niet gekwalificeerd |
| 1980   | Niet gekwalificeerd | Niet gekwalificeerd | Niet gekwalificeerd | Niet gekwalificeerd | Niet gekwalificeerd | Niet gekwalificeerd | Niet gekwalificeerd |
| 1984   | Niet gekwalificeerd | Niet gekwalificeerd | Niet gekwalificeerd | Niet gekwalificeerd | Niet gekwalificeerd | Niet gekwalificeerd | Niet gekwalificeerd |
| 1988   | Niet gekwalificeerd | Niet gekwalificeerd | Niet gekwalificeerd | Niet gekwalificeerd | Niet gekwalificeerd | Niet gekwalificeerd | Niet gekwalificeerd |
| 1992   | Niet gekwalificeerd | Niet gekwalificeerd | Niet gekwalificeerd | Niet gekwalificeerd | Niet gekwalificeerd | Niet gekwalificeerd | Niet gekwalificeerd |
| 1996   | Niet gekwalificeerd | Niet gekwalificeerd | Niet gekwalificeerd | Niet gekwalificeerd | Niet gekwalificeerd | Niet gekwalificeerd | Niet gekwalificeerd |
| 2000   | Niet gekwalificeerd | Niet gekwalificeerd | Niet gekwalificeerd | Niet gekwalificeerd | Niet gekwalificeerd | Niet gekwalificeerd | Niet gekwalificeerd |
| 2004   | Niet gekwalificeerd | Niet gekwalificeerd | Niet gekwalificeerd | Niet gekwalificeerd | Niet gekwalificeerd | Niet gekwalificeerd | Niet gekwalificeerd |
| 2008   | Kwartfinale         | 4                   | 1                   | 2                   | 1                   | 4                   | 4                   |
| 2012   | Niet gekwalificeerd | Niet gekwalificeerd | Niet gekwalificeerd | Niet gekwalificeerd | Niet gekwalificeerd | Niet gekwalificeerd | Niet gekwalificeerd |
| 2016   | Niet gekwalificeerd | Niet gekwalificeerd | Niet gekwalificeerd | Niet gekwalificeerd | Niet gekwalificeerd | Niet gekwalificeerd | Niet gekwalificeerd |
| 2020   | Niet gekwalificeerd | Niet gekwalificeerd | Niet gekwalificeerd | Niet gekwalificeerd | Niet gekwalificeerd | Niet gekwalificeerd | Niet gekwalificeerd |
| 2024   | Niet gekwalificeerd | Niet gekwalificeerd | Niet gekwalificeerd | Niet gekwalificeerd | Niet gekwalificeerd | Niet gekwalificeerd | Niet gekwalificeerd |
| Totaal | 8/26                | 22                  | 6                   | 6                   | 10                  | 45                  | 26                  |

## 1908-1952: Nederlands elftal
Aangezien de Nederlandse voetbalbond tot 1954 vasthield aan het amateurisme kon het Nederlands elftal tot die tijd deelnemen aan de Olympische Spelen.

Op het eerste officiële toernooi van Londen in 1908 was het een van de zes deelnemende ploegen en werd de bronzen medaille behaald. Deze prestatie werd de twee volgende Spelen in 1912 en 1920 herhaald, gevolgd door een vierde plaats in 1924.

Vier jaar later in Amsterdam verwees regerend olympisch kampioen Uruguay Nederland na één wedstrijd reeds naar het troosttoernooi. In 1932 ontbrak voetbal op de Olympische Spelen in Los Angeles, voor 1936 schreef de voetbalbond in verband met de strenge amateurbepalingen niet in.

In 1948 werd ten koste van Ierland het hoofdtoernooi bereikt, waar Groot-Brittannië na verlenging in de eerste ronde te sterk was. In 1952 lieten de Braziliaanse amateurs Nederland in de voorronde met 5-1 kansloos.

## 1960-1980: Nederlands amateurelftal
In 1954 werd het betaald voetbal in Nederland ingevoerd. Het Nederlands amateurelftal zou in het vervolg via de inmiddels ingestelde kwalificatietoernooien proberen deelname aan de Olympische Spelen af te dwingen. Succesvol waren die missies niet: alleen voor het toernooi van 1976 werden twee minimale zeges op Luxemburg geboekt.

## 1984 en 1988: Nederlands olympisch elftal
In de jaren 70 begon het IOC het amateurprincipe langzaamaan los te laten. Vanaf 1984 mochten ook niet-amateurs deelnemen, met voor Europa en Zuid-Amerika de beperking dat spelers die één of meerdere volledige WK-wedstrijden (incl. kwalificatiewedstrijden) hadden gespeeld niet meer speelgerechtigd waren. De KNVB richtte een speciaal olympisch elftal op, waarvoor spelers als Henny Meijer, Jos Roossien, Peter Houtman, Bud Brocken, Wilbert Suvrijn en Ronald Lengkeek werden geselecteerd. Ook met deze ploeg kon alleen tegen landen als Liechtenstein en IJsland worden gewonnen.

## Sinds 1992: Jong Oranje
Sinds de kwalificatie voor de Olympische Spelen 1992 geldt voor mannen dat ze maximaal 23 jaar mogen zijn (met 1 januari van het olympisch jaar als peildatum). De UEFA wees daarop het Europees kampioenschap onder 21 voorafgaande aan de Spelen aan als kwalificatietoernooi voor Europa, zodat tegenwoordig Jong Oranje deelname aan de Olympische Spelen moet zien af te dwingen.

Meteen was in 1992 kwalificatie twee keer zeer dichtbij, maar stond de uitdoelpunten-regel in de weg: in de kwartfinale voor het EK tegen Zweden (thuis 2-1 winst, uit 1-0 verlies), en in de play-off tegen Australië (uit 1-1, thuis 2-2 na een voorsprong in de verlenging).

In 1996 en 2004 werd de groepsfase van de EK-kwalificatie niet overleefd. Op de eindronde van het Europees kampioenschap onder 21 2000 wist Spanje met een 1-0-overwinning Nederland van olympische deelname af te houden.

Uiteindelijk werd in 2007 op het EK in eigen land weer eens deelname aan de Spelen afgedwongen. Op het olympisch eindtoernooi in 2008 in China werd moeizaam de groepsfase doorgekomen en strandde Nederland na verlenging in de kwartfinale tegen de uiteindelijke toernooiwinnaar Argentinië.

Sindsdien heeft Jong Oranje geen kwalificatie voor de Olympische Spelen meer weten af te dwingen.

## Andere toernooien
In 2006 nam het olympisch elftal deel aan het prestigieuze Toulon Espoirs-toernooi waar de finale na strafschoppen werd verloren van Jong Frankrijk.
In 2008 werd de ING Cup gewonnen, een vriendschappelijk toernooi in Hongkong ter voorbereiding op de Olympische Spelen in Peking, waaraan ook de olympische elftallen van Kameroen, Ivoorkust en de Verenigde Staten deelnamen.